# Некролог

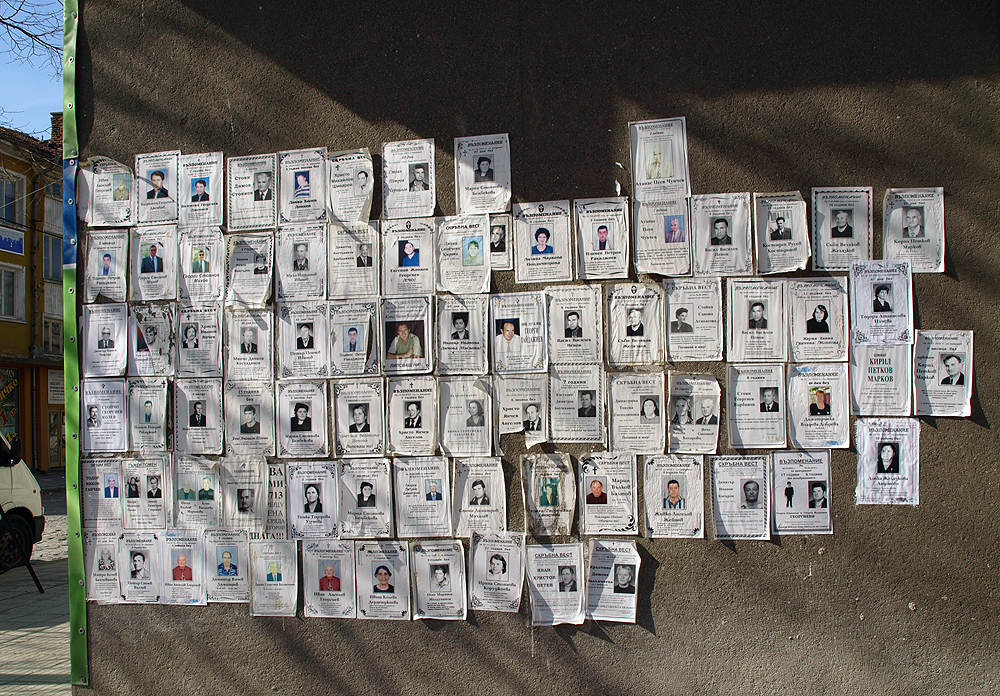
Традиционные уличные некрологи (Болгария)

Некроло́г (греч. νεκρός — мёртвый, λόγος — слово) — один из жанров газетной журналистики. Воплощается в форме небольшого мемориального материала, который публикуется в СМИ по случаю смерти какого-либо недавно ушедшего из жизни человека. Распространённой практикой является распространение некрологов в учреждениях, где работал покойный, в некоторых странах — на улицах и в общественных местах.
Цель некролога — сообщить читателю о смерти человека. Вместе с тем некролог может содержать в себе описания жизни покойного, его заслуги перед обществом, причины смерти. В частности, современная форма некролога — это маленькая публикация в конце газетно-журнального издания, обычно содержащая в себе соболезнования родным и близким усопшего. В некрологе репрезентуется информация о месте и дате погребения умершего. Сама заметка стилистически обрамляется чёрной рамкой, которая характеризует траурные публикации.
Точной датировки появления первых некрологов не существует, однако многие исследователи относят первое массовое их появление к периоду XVI—XVII веков, когда богатые граждане начинают заказывать публикации в стиле уличных некрологов, на которых публиковались имена родственников, даты их рождения и смерти, род занятий либо титул. Позднее в эти некрологи стали включать отдельные факты жизни.
Расцвет публикаций некрологов приходится на XIX век, тогда газеты стали массово публиковать некрологи всех желающих. Это связывают с именем
Джона Тадеуса Делана, редактора газеты The Times, который понял выгоду от подобного вида публикаций. Некрологи в его газетах стали образцами журналистского творчества, которые расписывали достоинства и свершения умершего. Критическая информация о покойном в некрологах, как правило, не публикуется.
Во многих компьютерных играх типа RPG словом некролог или «некро лог» игроки называют возможность просмотреть видеозапись того, как «погиб» их персонаж.